# ورزشگاه النجف
ورزشگاه النجف (به عربی: ملعب النجف) ورزشگاهی چندکاربردی در شهر نجف عراق می‌باشد. امروزه از آن بیشتر برای برپایی مسابقه‌های فوتبال و به عنوان ورزشگاه خانگی باشگاه فوتبال النجف استفاده می‌شود. این ورزشگاه گنجایش ۱۲۰۰۰ نفر تماشاچی را دارد.